# Panzerkampfwagen E
Názvem Panzerkampfwagen E s číselným označením byly během druhé světové války (resp. od roku 1943) označovány experimentální obrněná vozidla, tanky a vývojové vzory určené pro Wehrmacht.
Písmeno E znamenalo 	Entwicklungsfahrzeug – vývojové vozidlo. Poté následovalo označení hmotnostní kategorie daného typu.
Šlo o jeden z posledních pokusů Třetí říše vytvořit celou sérii nových tanků. Jednalo se o standardizovanou sérii pásových podvozků v šesti váhových kategoriích schopných nahradit všechny typy pásových vozidel ve stavech obrněných jednotek Wehrmachtu při značné úrovni sjednocení komponent napříč řadami.

## E-5
E-5 měl podle plánu vážit 5 až 10 tun a tvořit tak základ pro lehké tanky, fungující jako průzkumné, přepravní a lehká stíhací vozidla, podobného typu jako britský Universal carrier. Informace o této třídě jsou k dispozici jen velmi málo a z neoficiálních zdrojů, takže je možné, že třída E-5 je pouze poválečnou fabrikací. 

## E-10

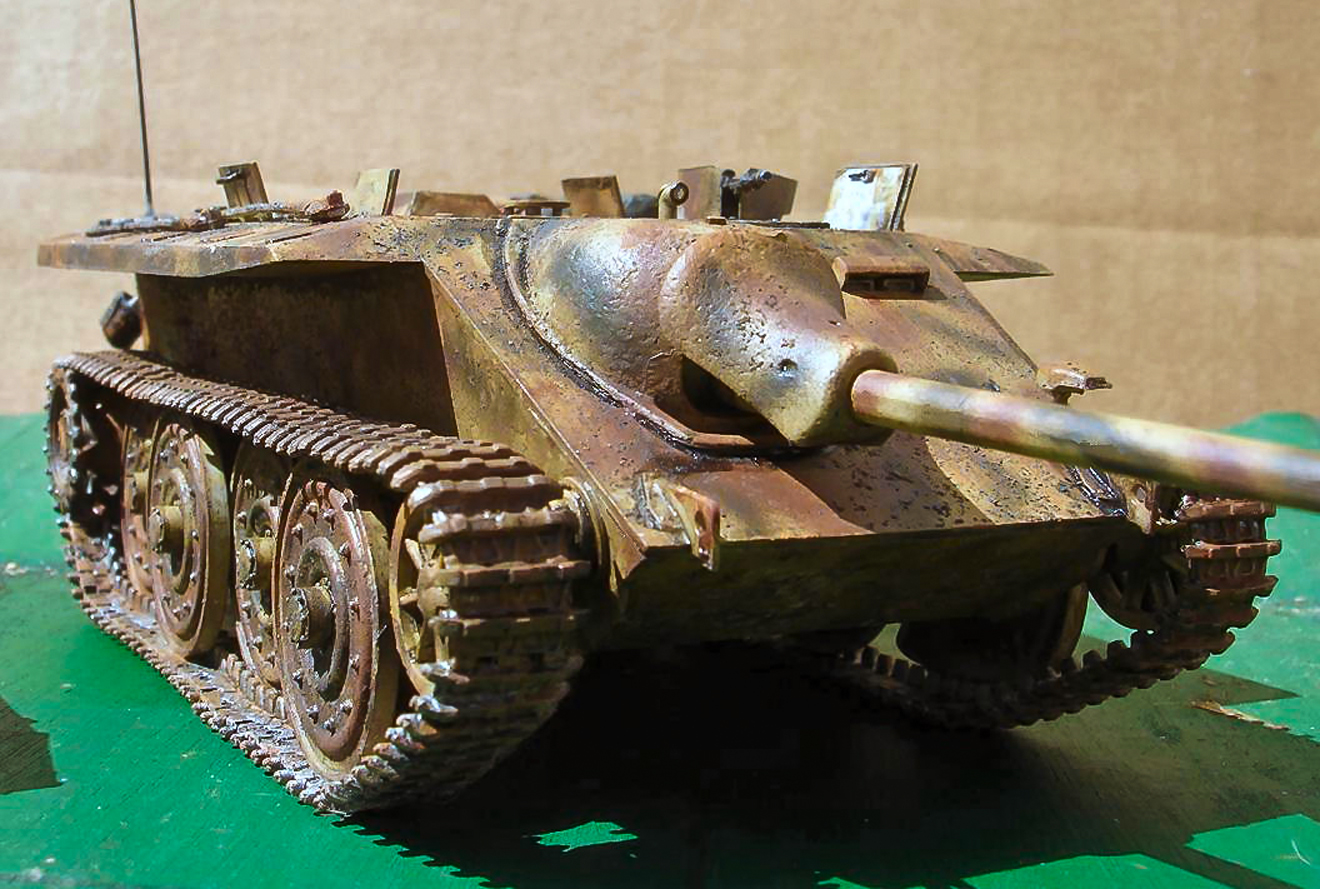
model možné podoby typu E-10

Projekt stíhače tanků E-10 byl podobný stíhači tanků Jagdpanzer 38(t). Bylo mu přiřazeno jméno Hetzer, které se nakonec začalo používat právě pro stíhače Jagdpanzer 38(t). Hmotnost vozidla E-10 měla být v rozmezí 10 až 25 tun, Jagdpanzer 38(t) vážil 15,8 tun. Nebyl vyroben jediný prototyp stíhače tanků E-10.

## E-25

Nákres jedné z možný podob třídy E-25

Stíhač tanků E-25 měl být v hmotností třídě 25–50 tun. Stejně jako stíhač tanků E-10 měl být postaven na podvozku tanku Panzerkampfwagen 38(t). Mělo se jednat o těžší variantu stíhače E-10, avšak taktéž nebyl vyroben jediný prototyp.

## E-50 Standardpanzer
E-50 Standardpanzer měl operovat jako standardní střední tank, který by nahradil střední tanky Panzerkampfwagen IV a Panzerkampfwagen V Panther. Hmotnost by se u E-50 pohybovala od 50 do 75 tun. Stroj měl sdílet maximální možné množství komponent se sesterským projektem E-75 . Podvozek například měl využívat totožné sestavy náprav a pojezdů, ale pouze v počtu šesti párů pojezdových kol oproti osmi u E-75. Nebyl vyroben jediný prototyp.

## E-75 Standardpanzer

Kresba jedné z možných podob třídy E-75

E-75 Standardpanzer měl být standardním těžkým tankem, který by nahradil těžké tanky Panzerkampfwagen VI Tiger a Panzerkampfwagen VI Tiger II. Jeho design se měl podobat E-50, měl však mít hmotnost v rozmezí od 75 do 100 tun. Měl být vybaven vylepšeným motorem Maybach HL 234 o síle 900 koní. Předpokládalo se použití stejného dlouhého děla ráže 8,8 cm jako u tanku Tiger II.

## E-100

Nákres E-100

Jednalo se o prototyp těžkého tanku alternativní k Porsheho tanku Maus. E-100 měl být supertěžký průlomový tank, levnější alternativa k supertěžkému tanku Maus. Byl označován taktéž jako Tiger-Maus Tank se zakládal na starším neschváleném projektu označovaném jako jako Krupp Maus. Toto matoucí označení vychází z toho, že Porshe nebyl odpovědný za vývoje věže tanku Maus, ale firma Krupp. A ta přišla se svým projektem tanku Maus k vyvíjené věži. 
Oba projekty byly velmi oblíbené Adolfem Hitlerem, který neustále zasahoval do vývoje a vymýšlel si parametry tanků. Vývoj tanku vymyslela firma Krupp, ale vedení vývojem pověřilo automobilku Adler (Adlerwerke), která však s vývojem tanků neměla zkušenosti.
V březnu 1944 předložila společnost Adler ve Frankfurtu plán pro supertěžký tank nazvaný E-100 poté, co byl návrh schválen v dubnu 1943 spolu s dalšími vozidly série Panzerkampfwagen E. Konstrukční řešení v mnohém vycházelo koncepčně z tanku Tiger II.
Pro pohon byl uvažováno o motoru Maybach HL230 o výkonu 720 koní, s převodovkou a řízením z Tiger II, nebo později plánovaný silnější motor Maybach o výkonu až 1200 koní. Hmotnost neumožnovala použít torzních tyčí jako u Tiger II a pojezdová kola na závěsných ramenech byla odpružena vinutou pružinou. Hmotnost tanku měla být asi 150 tun, přičemž vyrobený Maus měl 188 tun.

Možné podoby věže tanku E-100.

Byla navržena nová věž, jednodušší a lehčí než věž Maus. Ale mnoho zdrojů také naznačuje, že by mohla být namontována věž tanku Maus. Uvažovaná výzbroj tanku, nikoliv fiktivního těžkého stíhače tanků, uvádí při použití upravené věž Maus , děla 128 mm KwK 44 L/55 a 7,5 cm KwK 37 L/24 .Do konce války však pro tank E-100 nebyla žádná věž vyrobena.

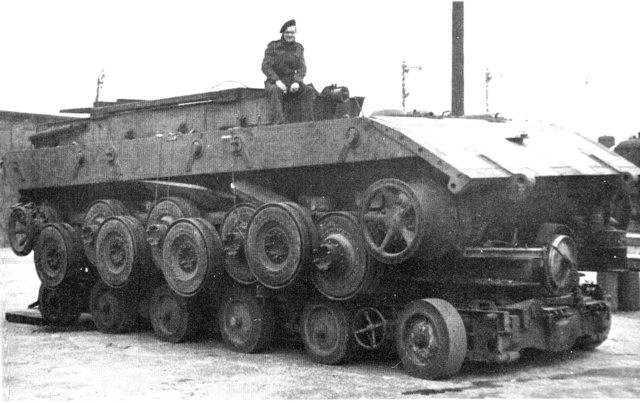
Podvozek E-100 zabavený Britskou armádou naložený na podvozku typu Culemeyer.

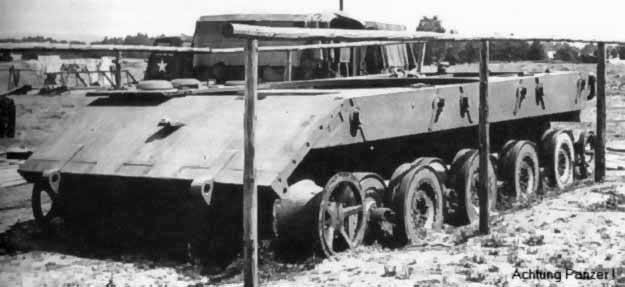
Nekompletní podvozek tanku E100 po zabavený Britskou armádou.

V červenci 1944 Hitler nařídil zastavit vývoj supertěžkých tanků. Ale práce na E-100 pokračovaly dál ve firmě Adler s nízkou prioritou. První prototyp nebyl do konce války dokončen a byl nalezen 751st praporem polního dělostřelectva Americké armády v dubnu 1945. Podvozek částečně dokončeného vozidla bylo přebrán britskou armádou k testům osazený pásy a poté sešrotováno v 50. letech 20. století.
Na internetu uváděné protiletadlové, samohybné děla, případně stíhače tanků založené na tanku E-100 jsou pouze fantazie, či rovnou podvod. Pro taková vozidla neexistují originální nákresy, nebo výrobní plány.